# Idaea suspiciata
Idaea suspiciata är en fjärilsart som beskrevs av Krulikovski 1908. Idaea suspiciata ingår i släktet Idaea och familjen mätare. Inga underarter finns listade i Catalogue of Life.